# Albo d'oro della FA Cup

## Albo d'oro
Elenco dei vincitori delle edizioni della FA Cup disputate dal 1872 a oggi.
| Anno        | Vincitore                                         | Sfidante                                          | Punteggio                                         | Marcatori 1                                                                 | Marcatori 2                                          | Stadio                                            | Pubblico                                          |
| ----------- | ------------------------------------------------- | ------------------------------------------------- | ------------------------------------------------- | --------------------------------------------------------------------------- | ---------------------------------------------------- | ------------------------------------------------- | ------------------------------------------------- |
| 1871-1872   | Wanderers                                         | Royal Engineers                                   | 1 - 0                                             | Betts                                                                       |                                                      | Kennington Oval                                   | 2 000                                             |
| 1872-1873   | Wanderers                                         | Oxford University                                 | 2 - 0                                             | Arthur Kinnaird Wollaston                                                   | -                                                    | Lillie Bridge                                     | 3 000                                             |
| 1873-1874   | Oxford University                                 | Royal Engineers                                   | 2 - 0                                             | Mackerness Patton                                                           | -                                                    | Kennington Oval                                   | 2 000                                             |
| 1874-1875   | Royal Engineers                                   | Old Etonians                                      | 1 -1 (dts)                                        | Renny-Tailyour                                                              | Bonsor                                               | Kennington Oval                                   | 3 000                                             |
| 1874-1875   | Royal Engineers                                   | Old Etonians                                      | 2 - 0 (ripetizione)                               | Renny-Tailyour Stafford                                                     | -                                                    | Kennington Oval                                   | 3 000                                             |
| 1875-1876   | Wanderers                                         | Old Etonians                                      | 1 - 1 (dts)                                       | Bonsor                                                                      | Hawley-Edwards                                       | Kennington Oval                                   | 3 500                                             |
| 1875-1876   | Wanderers                                         | Old Etonians                                      | 3 - 0 (ripetizione)                               | Hughes (2 gol) Wollaston                                                    | -                                                    | Kennington Oval                                   | 1 500                                             |
| 1876-1877   | Wanderers                                         | Oxford University                                 | 2 - 1 (dts)                                       | Kenrick Lindsay                                                             | Kinnaird (autogol)                                   | Kennington Oval                                   | 3 000                                             |
| 1877-1878   | Wanderers                                         | Royal Engineers                                   | 3 - 1                                             | Kenrick (2 gol) Kinnaird                                                    | Ignoto                                               | Kennington Oval                                   | 4 500                                             |
| 1878-1879   | Old Etonians                                      | Clapham Rovers                                    | 1 - 0                                             | Clerke                                                                      | -                                                    | Kennington Oval                                   | 5 000                                             |
| 1879-1880   | Clapham Rovers                                    | Oxford University                                 | 1 - 0                                             | Lloyd-Jones                                                                 | -                                                    | Kennington Oval                                   | 6 000                                             |
| 1880-1881   | Old Carthusians                                   | Old Etonians                                      | 3 - 0                                             | Wynyard Parry Page                                                          | -                                                    | Kennington Oval                                   | 4 500                                             |
| 1881-1882   | Old Etonians                                      | Blackburn Rovers                                  | 1 - 0                                             | Macaulay                                                                    | -                                                    | Kennington Oval                                   | 6 500                                             |
| 1882-1883   | Blackburn Olympic                                 | Old Etonians                                      | 2 - 1 (dts)                                       | Costley Matthews                                                            | Goodhart                                             | Kennington Oval                                   | 8 000                                             |
| 1883-1884   | Blackburn Rovers                                  | Queen's Park                                      | 2 - 1                                             | Sowerbutts Forrest                                                          | Christie                                             | Kennington Oval                                   | 12 000                                            |
| 1884-1885   | Blackburn Rovers                                  | Queen's Park                                      | 2 - 0                                             | Forrest Brown                                                               | -                                                    | Kennington Oval                                   | 12 500                                            |
| 1885-1886   | Blackburn Rovers                                  | West Bromwich                                     | 0 - 0 (dts)                                       | -                                                                           | -                                                    | Kennington Oval                                   | 15 000                                            |
| 1885-1886   | Blackburn Rovers                                  | West Bromwich                                     | 2 - 0 (ripetizione)                               | Brown Sowerbutts                                                            | -                                                    | Racecourse Ground                                 | 12 000                                            |
| 1886-1887   | Aston Villa                                       | West Bromwich                                     | 2 - 0                                             | Hunter (46') Hodgetts (88')                                                 | -                                                    | Kennington Oval                                   | 15 500                                            |
| 1887-1888   | West Bromwich                                     | Preston N.E.                                      | 2 - 1                                             | Woodhall (8') Bayliss (77')                                                 | Dewhurst (52')                                       | Kennington Oval                                   | 19 000                                            |
| 1888-1889   | Preston N.E.                                      | Wolverhampton                                     | 3 - 0                                             | Dewhurst (15') Ross (25') Thompson (70')                                    | -                                                    | Kennington Oval                                   | 22 000                                            |
| 1889-1890   | Blackburn Rovers                                  | Sheffield Weds                                    | 6 - 1                                             | Townley (6', 35',75') Walton (20') Southworth (50') Lofthouse (80')         | Mumford (60')                                        | Kennington Oval                                   | 20 000                                            |
| 1890-1891   | Blackburn Rovers                                  | Notts County                                      | 3 - 1                                             | Dewar (8') Southworth (30') Townley (35')                                   | Oswald (70')                                         | Kennington Oval                                   | 23 000                                            |
| 1891-1892   | West Bromwich                                     | Aston Villa                                       | 3 - 0                                             | Geddes (4') Nicholls (27') Reynolds (55')                                   | -                                                    | Kennington Oval                                   | 32 810                                            |
| 1892-1893   | Wolverhampton                                     | Everton                                           | 1 - 0                                             | Allen (60')                                                                 | -                                                    | Fallowfield                                       | 45 067                                            |
| 1893-1894   | Notts County                                      | Bolton                                            | 4 - 1                                             | Logan (29', 67', 70') Watson (18')                                          | Cassidy (87')                                        | Goodison Park                                     | 37 000                                            |
| 1894-1895   | Aston Villa                                       | West Bromwich                                     | 1 - 0                                             | Chatt (1')                                                                  | -                                                    | Crystal Palace                                    | 45 562                                            |
| 1895-1896   | Sheffield Weds                                    | Wolverhampton                                     | 2 - 1                                             | Spiksley (1', 18')                                                          | Black (8')                                           | Crystal Palace                                    | 48 836                                            |
| 1896-1897   | Aston Villa                                       | Everton                                           | 3 - 2                                             | Campbell (18') Wheldon (35') Crabtree (44')                                 | Bell (23') Boyle (28')                               | Crystal Palace                                    | 65 891                                            |
| 1897-1898   | Nottingham Forest                                 | Derby County                                      | 3 - 1                                             | Capes (19', 42') McPherson (86')                                            | Bloomer (31')                                        | Crystal Palace                                    | 62 017                                            |
| 1898-1899   | Sheffield Utd                                     | Derby County                                      | 4 - 1                                             | Almond (?) Bennett (60') Beers (65') Priest (89')                           | Boag (12')                                           | Crystal Palace                                    | 73 833                                            |
| 1899-1900   | Bury                                              | Southampton                                       | 4 - 0                                             | McLuckie (9', 23') Wood (16') Plant (80')                                   | -                                                    | Crystal Palace                                    | 68 945                                            |
| 1900-1901   | Tottenham                                         | Sheffield Utd                                     | 2 - 2 (dts)                                       | Brown (23', 51')                                                            | Priest (10') Bennett (52')                           | Crystal Palace                                    | 114 815                                           |
| 1900-1901   | Tottenham                                         | Sheffield Utd                                     | 3 - 1 (ripetizione)                               | Cameron (52') Smith (76') Brown (87')                                       | Priest (40')                                         | Crystal Palace                                    | 20 470                                            |
| 1901-1902   | Sheffield Utd                                     | Southampton                                       | 1 - 1 (dts)                                       | Common (55')                                                                | Wood (88')                                           | Crystal Palace                                    | 76 914                                            |
| 1901-1902   | Sheffield Utd                                     | Southampton                                       | 2 - 1 (ripetizione)                               | Hedley (2') Barnes (79')                                                    | Brown (70')                                          | Burnden Park                                      | 33 068                                            |
| 1902-1903   | Bury                                              | Derby County                                      | 6 - 0                                             | Ross (20') Sagar (48') Leeming (56', 76') Wood (57') Plant (59')            | -                                                    | Crystal Palace                                    | 63 102                                            |
| 1903-1904   | Manchester City                                   | Bolton                                            | 1 - 0                                             | Meredith (23')                                                              | -                                                    | Crystal Palace                                    | 61 374                                            |
| 1904-1905   | Aston Villa                                       | Newcastle Utd                                     | 2 - 0                                             | Hampton (2', 76')                                                           | -                                                    | Crystal Palace                                    | 101 117                                           |
| 1905-1906   | Everton                                           | Newcastle Utd                                     | 1 - 0                                             | Young (75')                                                                 | -                                                    | Crystal Palace                                    | 75 609                                            |
| 1906-1907   | Sheffield Weds                                    | Everton                                           | 2 - 1                                             | Stewart (21') Simpson (89')                                                 | Sharp (38')                                          | Crystal Palace                                    | 84 584                                            |
| 1907-1908   | Wolverhampton                                     | Newcastle Utd                                     | 3 - 1                                             | Hunt (40') Hedley (43') Harrison (85')                                      | Howie (73')                                          | Crystal Palace                                    | 74 697                                            |
| 1908-1909   | Manchester Utd                                    | Bristol City                                      | 1 - 0                                             | Turnbull (22')                                                              | -                                                    | Crystal Palace                                    | 71 401                                            |
| 1909-1910   | Newcastle Utd                                     | Barnsley                                          | 1 - 1 (dts)                                       | Rutherford (83')                                                            | Tufnell (37')                                        | Crystal Palace                                    | 76 980                                            |
| 1909-1910   | Newcastle Utd                                     | Barnsley                                          | 2 - 0 (ripetizione)                               | Shepherd (52', rig 62')                                                     |                                                      | Goodison Park                                     | 55 364                                            |
| 1910-1911   | Bradford City                                     | Newcastle Utd                                     | 0 - 0 (dts)                                       | -                                                                           | -                                                    | Crystal Palace                                    | 69 098                                            |
| 1910-1911   | Bradford City                                     | Newcastle Utd                                     | 1 - 0 (ripetizione)                               | Speirs                                                                      |                                                      | Old Trafford                                      | 58 000                                            |
| 1911-1912   | Barnsley                                          | West Bromwich                                     | 0 - 0 (dts)                                       | -                                                                           | -                                                    | Crystal Palace                                    | 54 556                                            |
| 1911-1912   | Barnsley                                          | West Bromwich                                     | 1 - 0 (dts) (ripetizione)                         | Tufnell (118')                                                              | -                                                    | Bramall Lane                                      | 38 555                                            |
| 1912-1913   | Aston Villa                                       | Sunderland                                        | 1 - 0                                             | Barber (75')                                                                | -                                                    | Crystal Palace                                    | 121 919                                           |
| 1913-1914   | Burnley                                           | Liverpool                                         | 1 - 0                                             | Freeman (58')                                                               | -                                                    | Crystal Palace                                    | 72 778                                            |
| 1914-1915   | Sheffield Utd                                     | Chelsea                                           | 3 - 0                                             | Simmons (36') Fazackerley (84') Kitchen (88')                               | -                                                    | Old Trafford                                      | 49 557                                            |
| 1916 - 1919 | Non disputata a causa della prima guerra mondiale | Non disputata a causa della prima guerra mondiale | Non disputata a causa della prima guerra mondiale | Non disputata a causa della prima guerra mondiale                           | Non disputata a causa della prima guerra mondiale    | Non disputata a causa della prima guerra mondiale | Non disputata a causa della prima guerra mondiale |
| 1919-1920   | Aston Villa                                       | Huddersfield Town                                 | 1 - 0 (dts)                                       | Kirton (100')                                                               | -                                                    | Stamford Bridge                                   | 50 018                                            |
| 1920-1921   | Tottenham                                         | Wolverhampton                                     | 1 - 0                                             | Dimmock (53')                                                               | -                                                    | Stamford Bridge                                   | 72 805                                            |
| 1921-1922   | Huddersfield Town                                 | Preston N.E.                                      | 1 - 0                                             | Billy Smith (rig 67')                                                       | -                                                    | Stamford Bridge                                   | 53 000                                            |
| 1922-1923   | Bolton                                            | West Ham Utd                                      | 2 - 0                                             | Jack (2') Smith (53')                                                       | -                                                    | Wembley Stadium                                   | 126 047                                           |
| 1923-1924   | Newcastle Utd                                     | Aston Villa                                       | 2 - 0                                             | Harris (83') Seymour (85')                                                  | -                                                    | Wembley Stadium                                   | 91 645                                            |
| 1924-1925   | Sheffield Utd                                     | Cardiff City                                      | 1 - 0                                             | Tunstall (30')                                                              | -                                                    | Wembley Stadium                                   | 91 763                                            |
| 1925-1926   | Bolton                                            | Manchester City                                   | 1 - 0                                             | Jack (76')                                                                  | -                                                    | Wembley Stadium                                   | 91 547                                            |
| 1926-1927   | Cardiff City                                      | Arsenal                                           | 1 - 0                                             | Ferguson (74')                                                              | -                                                    | Wembley Stadium                                   | 91 206                                            |
| 1927-1928   | Blackburn Rovers                                  | Huddersfield Town                                 | 3 - 1                                             | Roscamp (1', 85') McLean (22')                                              | Jackson (55')                                        | Wembley Stadium                                   | 92 041                                            |
| 1928-1929   | Bolton                                            | Portsmouth                                        | 2 - 0                                             | Butler (79') Blackmore (87')                                                | -                                                    | Wembley Stadium                                   | 92 576                                            |
| 1929-1930   | Arsenal                                           | Huddersfield Town                                 | 2 - 0                                             | James (16') Lambert (88')                                                   | -                                                    | Wembley Stadium                                   | 92 486                                            |
| 1930-1931   | West Bromwich                                     | Birmingham City                                   | 2 - 1                                             | Richardson (25', 58')                                                       | Bradford (57')                                       | Wembley Stadium                                   | 92 406                                            |
| 1931-1932   | Newcastle Utd                                     | Arsenal                                           | 2 - 1                                             | Allen (38', 72')                                                            | John (15')                                           | Wembley Stadium                                   | 92 298                                            |
| 1932-1933   | Everton                                           | Manchester City                                   | 3 - 0                                             | Stein (41') Dean (52') Dunn (80')                                           | -                                                    | Wembley Stadium                                   | 92 900                                            |
| 1933-1934   | Manchester City                                   | Portsmouth                                        | 2 - 1                                             | Tilson (73', 87')                                                           | Rutherford (26')                                     | Wembley Stadium                                   | 93 258                                            |
| 1934-1935   | Sheffield Weds                                    | West Bromwich                                     | 4 - 2                                             | Palethorpe (2') Hooper (70') Rimmer (85', 89')                              | Boyes (21') Sandford (75')                           | Wembley Stadium                                   | 93 204                                            |
| 1935-1936   | Arsenal                                           | Sheffield Utd                                     | 1 - 0                                             | Drake (75')                                                                 | -                                                    | Wembley Stadium                                   | 93 384                                            |
| 1936-1937   | Sunderland                                        | Preston N.E.                                      | 3 - 1                                             | Gurney (52') Carter (70') Burbanks (87')                                    | O'Donnell (44')                                      | Wembley Stadium                                   | 93 495                                            |
| 1937-1938   | Preston N.E.                                      | Huddersfield Town                                 | 1 - 0 (dts)                                       | Mutch (rig 119')                                                            |                                                      | Wembley Stadium                                   | 93 357                                            |
| 1938-1939   | Portsmouth                                        | Wolverhampton                                     | 4 - 1                                             | Barlow (29') Anderson (43') Parker (46', 71')                               | Dorsett (54')                                        | Wembley Stadium                                   | 99 370                                            |
| 1939-1940   | Interrotta a causa della seconda guerra mondiale  | Interrotta a causa della seconda guerra mondiale  | Interrotta a causa della seconda guerra mondiale  | Interrotta a causa della seconda guerra mondiale                            | Interrotta a causa della seconda guerra mondiale     | Interrotta a causa della seconda guerra mondiale  | Interrotta a causa della seconda guerra mondiale  |
| 1941 - 1945 | Non disputata per la seconda guerra mondiale      | Non disputata per la seconda guerra mondiale      | Non disputata per la seconda guerra mondiale      | Non disputata per la seconda guerra mondiale                                | Non disputata per la seconda guerra mondiale         | Non disputata per la seconda guerra mondiale      | Non disputata per la seconda guerra mondiale      |
| 1945-1946   | Derby County                                      | Charlton                                          | 4 - 1 (dts)                                       | Turner (85' autogol) Doherty (92') Stamps (97', 106')                       | Turner (86')                                         | Wembley Stadium                                   | 98 215                                            |
| 1946-1947   | Charlton                                          | Burnley                                           | 1 - 0 (dts)                                       | Duffy (114')                                                                | -                                                    | Wembley Stadium                                   | 98 215                                            |
| 1947-1948   | Manchester Utd                                    | Blackpool                                         | 4 - 2                                             | Rowley (28', 70') Pearson (80') Anderson (82')                              | Shimwell (rig 12') Mortensen (35')                   | Wembley Stadium                                   | 98 920                                            |
| 1948-1949   | Wolverhampton                                     | Leicester City                                    | 3 - 1                                             | Pye (13', 42') Smyth (47')                                                  | Griffiths (46')                                      | Wembley Stadium                                   | 100 000                                           |
| 1949-1950   | Arsenal                                           | Liverpool                                         | 2 - 0                                             | Lewis (18', 63')                                                            | -                                                    | Wembley Stadium                                   | 100 000                                           |
| 1950-1951   | Newcastle Utd                                     | Blackpool                                         | 2 - 0                                             | Milburn (50', 55')                                                          | -                                                    | Wembley Stadium                                   | 100 000                                           |
| 1951-1952   | Newcastle Utd                                     | Arsenal                                           | 1 - 0                                             | Robledo (84')                                                               | -                                                    | Wembley Stadium                                   | 100 000                                           |
| 1952-1953   | Blackpool                                         | Bolton                                            | 4 - 3                                             | Mortensen (35', 68', 89') Perry (90')                                       | Lofthouse (1') Moir (41') Bell (55')                 | Wembley Stadium                                   | 100 000                                           |
| 1953-1954   | West Bromwich                                     | Preston N.E.                                      | 3 - 2                                             | Allen (21', rig 63') Griffin (87')                                          | Morrison (35') Wayman (51')                          | Wembley Stadium                                   | 100 000                                           |
| 1954-1955   | Newcastle Utd                                     | Manchester City                                   | 3 - 1                                             | Milburn (1') Mitchell (53') Hannah (60')                                    | Johnstone (44')                                      | Wembley Stadium                                   | 100 000                                           |
| 1955-1956   | Manchester City                                   | Birmingham City                                   | 3 - 1                                             | Hayes (3') Dyson (65') Johnstone (68)                                       | Kinsey (15')                                         | Wembley Stadium                                   | 100 000                                           |
| 1956-1957   | Aston Villa                                       | Manchester Utd                                    | 2 - 1                                             | McParland (68', 73')                                                        | Taylor (83')                                         | Wembley Stadium                                   | 100 000                                           |
| 1957-1958   | Bolton                                            | Manchester Utd                                    | 2 - 0                                             | Lofthouse (3', 50')                                                         | -                                                    | Wembley Stadium                                   | 100 000                                           |
| 1958-1959   | Nottingham Forest                                 | Luton Town                                        | 2 - 1                                             | Dwight (10') Wilson (14')                                                   | Pacey (62')                                          | Wembley Stadium                                   | 100 000                                           |
| 1959-1960   | Wolverhampton                                     | Blackburn Rovers                                  | 3 - 0                                             | McGrath (41' autogol) Deeley (67', 88')                                     | -                                                    | Wembley Stadium                                   | 100 000                                           |
| 1960-1961   | Tottenham                                         | Leicester City                                    | 2 - 0                                             | Smith (70') Dyson (77')                                                     | -                                                    | Wembley Stadium                                   | 100 000                                           |
| 1961-1962   | Tottenham                                         | Burnley                                           | 3 - 1                                             | Greaves (3') Smith (51') Blanchflower (rig 80')                             | Robson (50')                                         | Wembley Stadium                                   | 100 000                                           |
| 1962-1963   | Manchester Utd                                    | Leicester City                                    | 3 - 1                                             | Law (30') Herd (57', 85')                                                   | Keyworth (80')                                       | Wembley Stadium                                   | 100 000                                           |
| 1963-1964   | West Ham Utd                                      | Preston N.E.                                      | 3 - 2                                             | Sissons (10') Hurst (89') Boyce (90')                                       | Holden (9') Dawson (40')                             | Wembley Stadium                                   | 100 000                                           |
| 1964-1965   | Liverpool                                         | Leeds Utd                                         | 2 - 1 (dts)                                       | Hunt (93') St John (113')                                                   | Bremner (95')                                        | Wembley Stadium                                   | 100 000                                           |
| 1965-1966   | Everton                                           | Sheffield Weds                                    | 3 - 2                                             | Trebilcock (59', 64') Temple (80')                                          | McCalliog (4') Ford (57')                            | Wembley Stadium                                   | 100 000                                           |
| 1966-1967   | Tottenham                                         | Chelsea                                           | 2 - 1                                             | Robertson (40') Saul (67')                                                  | Tambling (85')                                       | Wembley Stadium                                   | 100 000                                           |
| 1967-1968   | West Bromwich                                     | Everton                                           | 1 - 0 (dts)                                       | Astle (93')                                                                 | -                                                    | Wembley Stadium                                   | 100 000                                           |
| 1968-1969   | Manchester City                                   | Leicester City                                    | 1 - 0                                             | Young (24')                                                                 | -                                                    | Wembley Stadium                                   | 100 000                                           |
| 1969-1970   | Chelsea                                           | Leeds Utd                                         | 2 - 2 (dts)                                       | Houseman (41') Hutchinson (86')                                             | Charlton (21') Jones (84')                           | Wembley Stadium                                   | 100 000                                           |
| 1969-1970   | Chelsea                                           | Leeds Utd                                         | 2 - 1 (ripetizione)                               | Osgood (78') Webb (104')                                                    | Jones (35')                                          | Old Trafford                                      | 62 078                                            |
| 1970-1971   | Arsenal                                           | Liverpool                                         | 2 - 1                                             | Kelly (101') George (110')                                                  | Heighway (91')                                       | Wembley Stadium                                   | 100 000                                           |
| 1971-1972   | Leeds Utd                                         | Arsenal                                           | 1 - 0                                             | Clarke (53')                                                                | -                                                    | Wembley Stadium                                   | 100 000                                           |
| 1972-1973   | Sunderland                                        | Leeds Utd                                         | 1 - 0                                             | Porterfield (30')                                                           | -                                                    | Wembley Stadium                                   | 100 000                                           |
| 1973-1974   | Liverpool                                         | Newcastle Utd                                     | 3 - 0                                             | Keegan (57', 88') Heighway (74')                                            | -                                                    | Wembley Stadium                                   | 100 000                                           |
| 1974-1975   | West Ham Utd                                      | Fulham                                            | 2 - 0                                             | Taylor (60', 64')                                                           | -                                                    | Wembley Stadium                                   | 100 000                                           |
| 1975-1976   | Southampton                                       | Manchester Utd                                    | 1 - 0                                             | Stokes (82')                                                                | -                                                    | Wembley Stadium                                   | 100 000                                           |
| 1976-1977   | Manchester Utd                                    | Liverpool                                         | 2 - 1                                             | Pearson (50') Greenhoff (55')                                               | Case (52')                                           | Wembley Stadium                                   | 100 000                                           |
| 1977-1978   | Ipswich Town                                      | Arsenal                                           | 1 - 0                                             | Osborne (77')                                                               | -                                                    | Wembley Stadium                                   | 100 000                                           |
| 1978-1979   | Arsenal                                           | Manchester Utd                                    | 3 - 2                                             | Talbot (12') Stapleton (43') Sunderland (89')                               | McQueen (86') McIlroy (88')                          | Wembley Stadium                                   | 100 000                                           |
| 1979-1980   | West Ham Utd                                      | Arsenal                                           | 1 - 0                                             | Brooking (13')                                                              | -                                                    | Wembley Stadium                                   | 100 000                                           |
| 1980-1981   | Tottenham                                         | Manchester City                                   | 1 - 1 (dts)                                       | Hutchison (79' autogol)                                                     | Hutchison (29')                                      | Wembley Stadium                                   | 100 000                                           |
| 1980-1981   | Tottenham                                         | Manchester City                                   | 3 - 2 (ripetizione)                               | Villa (8', 76') Crooks (70')                                                | MacKenzie (11') Reeves (rig 50')                     | Wembley Stadium                                   | 99 500                                            |
| 1981-1982   | Tottenham                                         | QPR                                               | 1 - 1 (dts)                                       | Hoddle (110')                                                               | Fenwick (115')                                       | Wembley Stadium                                   | 92 000                                            |
| 1981-1982   | Tottenham                                         | QPR                                               | 1 - 0 (ripetizione)                               | Hoddle (rig 6')                                                             | -                                                    | Wembley Stadium                                   | 90 000                                            |
| 1982-1983   | Manchester Utd                                    | Brighton                                          | 2 - 2 (dts)                                       | Stapleton (55') Wilkins (72')                                               | Smith (14') Stevens (87')                            | Wembley Stadium                                   | 100 000                                           |
| 1982-1983   | Manchester Utd                                    | Brighton                                          | 4 - 0 (ripetizione)                               | Robson (25', 44') Whiteside (30') Mühren (rig 62')                          | -                                                    | Wembley Stadium                                   | 100 000                                           |
| 1983-1984   | Everton                                           | Watford                                           | 2 - 0                                             | Sharp (38') Gray (81')                                                      | -                                                    | Wembley Stadium                                   | 100 000                                           |
| 1984-1985   | Manchester Utd                                    | Everton                                           | 1 - 0 (dts)                                       | Whiteside (110')                                                            | -                                                    | Wembley Stadium                                   | 100 000                                           |
| 1985-1986   | Liverpool                                         | Everton                                           | 3 - 1                                             | Rush (57', 84') Johnston (63')                                              | Lineker (28')                                        | Wembley Stadium                                   | 98 000                                            |
| 1986-1987   | Coventry City                                     | Tottenham                                         | 3 - 2 (dts)                                       | Bennett (9') Houchen (63') Mabbutt (93' autogol)                            | Allen (2') Mabbutt (40')                             | Wembley Stadium                                   | 98 000                                            |
| 1987-1988   | Wimbledon FC                                      | Liverpool                                         | 1 - 0                                             | Sanchez (57')                                                               | -                                                    | Wembley Stadium                                   | 98 203                                            |
| 1988-1989   | Liverpool                                         | Everton                                           | 3 - 2 (dts)                                       | Aldridge (4') Rush (94', 104')                                              | McCall (89', 102')                                   | Wembley Stadium                                   | 82 500                                            |
| 1989-1990   | Manchester Utd                                    | Crystal Palace                                    | 3 - 3 (dts)                                       | Robson (35') Hughes (62', 113')                                             | O'Reilly (18') Wright (72', 92')                     | Wembley Stadium                                   | 80 000                                            |
| 1989-1990   | Manchester Utd                                    | Crystal Palace                                    | 1 - 0 (ripetizione)                               | Martin (59')                                                                | -                                                    | Wembley Stadium                                   | 80 000                                            |
| 1990-1991   | Tottenham                                         | Nottingham Forest                                 | 2 - 1 (dts)                                       | Stewart (53') Walker (94' autogol)                                          | Pearce (15')                                         | Wembley Stadium                                   | 80 000                                            |
| 1991-1992   | Liverpool                                         | Sunderland                                        | 2 - 0                                             | Thomas (47') Rush (68')                                                     | -                                                    | Wembley Stadium                                   | 79 544                                            |
| 1992-1993   | Arsenal                                           | Sheffield Weds                                    | 1 - 1                                             | Wright (20')                                                                | Hirst (61')                                          | Wembley Stadium                                   | 79 347                                            |
| 1992-1993   | Arsenal                                           | Sheffield Weds                                    | 2 - 1 (dts) (ripetizione)                         | Wright (34') Linighan (119')                                                | Waddle (68')                                         | Wembley Stadium                                   | 62 267                                            |
| 1993-1994   | Manchester Utd                                    | Chelsea                                           | 4 - 0                                             | Cantona (rig 60', rig 66') Hughes (69') McClair (90')                       | -                                                    | Wembley Stadium                                   | 79 634                                            |
| 1994-1995   | Everton                                           | Manchester Utd                                    | 1 - 0                                             | Rideout (30')                                                               | -                                                    | Wembley Stadium                                   | 79 592                                            |
| 1995-1996   | Manchester Utd                                    | Liverpool                                         | 1 - 0                                             | Cantona (85')                                                               | -                                                    | Wembley Stadium                                   | 79 007                                            |
| 1996-1997   | Chelsea                                           | Middlesbrough                                     | 2 - 0                                             | Di Matteo (1') Newton (83')                                                 | -                                                    | Wembley Stadium                                   | 79 160                                            |
| 1997-1998   | Arsenal                                           | Newcastle Utd                                     | 2 - 0                                             | Overmars (23') Anelka (69')                                                 | -                                                    | Wembley Stadium                                   | 79 183                                            |
| 1998-1999   | Manchester Utd                                    | Newcastle Utd                                     | 2 - 0                                             | Sheringham (11') Scholes (58')                                              | -                                                    | Wembley Stadium                                   | 79 101                                            |
| 1999-2000   | Chelsea                                           | Aston Villa                                       | 1 - 0                                             | Di Matteo (73')                                                             | -                                                    | Wembley Stadium                                   | 78 217                                            |
| 2000-2001   | Liverpool                                         | Arsenal                                           | 2 - 1                                             | Owen (82', 88')                                                             | Ljungberg (73')                                      | Millennium Stadium                                | 74 200                                            |
| 2001-2002   | Arsenal                                           | Chelsea                                           | 2 - 0                                             | Parlour (70') Ljungberg (80')                                               | -                                                    | Millennium Stadium                                | 73 963                                            |
| 2002-2003   | Arsenal                                           | Southampton                                       | 1 - 0                                             | Pirès (38')                                                                 | -                                                    | Millennium Stadium                                | 73 726                                            |
| 2003-2004   | Manchester Utd                                    | Millwall                                          | 3 - 0                                             | Cristiano Ronaldo (44') van Nistelrooy (rig 65', 81')                       | -                                                    | Millennium Stadium                                | 71 350                                            |
| 2004-2005   | Arsenal                                           | Manchester Utd                                    | 0 - 0 (dts) (5-4 dtr)                             | -                                                                           | -                                                    | Millennium Stadium                                | 71 876                                            |
| 2005-2006   | Liverpool                                         | West Ham Utd                                      | 3 - 3 (dts) (3-1 dtr)                             | Cisse (32) Gerrard (54', 90+1')                                             | Carragher (21' autogol) Ashton (28') Konchesky (64') | Millennium Stadium                                | 71 140                                            |
| 2006-2007   | Chelsea                                           | Manchester Utd                                    | 1 - 0 (dts)                                       | Drogba (116')                                                               | -                                                    | Wembley Stadium                                   | 89 576                                            |
| 2007-2008   | Portsmouth                                        | Cardiff City                                      | 1 - 0                                             | Kanu (37')                                                                  | -                                                    | Wembley Stadium                                   | 89 874                                            |
| 2008-2009   | Chelsea                                           | Everton                                           | 2 - 1                                             | Drogba (21') Lampard (72')                                                  | Saha (1')                                            | Wembley Stadium                                   | 89 391                                            |
| 2009-2010   | Chelsea                                           | Portsmouth                                        | 1 - 0                                             | Drogba (59')                                                                | -                                                    | Wembley Stadium                                   | 89 000                                            |
| 2010-2011   | Manchester City                                   | Stoke City                                        | 1 - 0                                             | Y. Touré (75')                                                              | -                                                    | Wembley Stadium                                   | 88 643                                            |
| 2011-2012   | Chelsea                                           | Liverpool                                         | 2 - 1                                             | Ramires (10') Drogba (51')                                                  | Carroll (63')                                        | Wembley Stadium                                   | 89 102                                            |
| 2012-2013   | Wigan                                             | Manchester City                                   | 1 - 0                                             | Watson (90+1')                                                              | -                                                    | Wembley Stadium                                   | 86 254                                            |
| 2013-2014   | Arsenal                                           | Hull City                                         | 3 - 2 (dts)                                       | Cazorla (17') Koscielny (71') Ramsey (108')                                 | Chester (4') Davies (8')                             | Wembley Stadium                                   | 89 345                                            |
| 2014-2015   | Arsenal                                           | Aston Villa                                       | 4 - 0                                             | Walcott (40') Sánchez (50') Mertesacker (62') Giroud (90+3')                | -                                                    | Wembley Stadium                                   | 89 283                                            |
| 2015-2016   | Manchester Utd                                    | Crystal Palace                                    | 2 - 1 (dts)                                       | Mata (81') Lingard (110')                                                   | Puncheon (78')                                       | Wembley Stadium                                   | 88 619                                            |
| 2016-2017   | Arsenal                                           | Chelsea                                           | 2 - 1                                             | Sánchez (4') Ramsey (79')                                                   | Costa (76')                                          | Wembley Stadium                                   | 89 472                                            |
| 2017-2018   | Chelsea                                           | Manchester Utd                                    | 1 - 0                                             | Hazard (rig 22')                                                            | -                                                    | Wembley Stadium                                   | 87 647                                            |
| 2018-2019   | Manchester City                                   | Watford                                           | 6 - 0                                             | D. Silva (26') Sterling (81', 87') De Bruyne (61') Gabriel Jesus (38', 68') | -                                                    | Wembley Stadium                                   | 85 854                                            |
| 2019-2020   | Arsenal                                           | Chelsea                                           | 2 - 1                                             | Aubameyang (rig 28', 67')                                                   | Pulisic (5')                                         | Wembley Stadium                                   | 0                                                 |
| 2020-2021   | Leicester City                                    | Chelsea                                           | 1 - 0                                             | Tielemans (63')                                                             | -                                                    | Wembley Stadium                                   | 21 000                                            |
| 2021-2022   | Liverpool                                         | Chelsea                                           | 0 - 0 (dts) (6-5 dtr)                             | -                                                                           | -                                                    | Wembley Stadium                                   | 84 897                                            |
| 2022-2023   | Manchester City                                   | Manchester Utd                                    | 2 - 1                                             | Gündoğan (1', 52')                                                          | Fernandes (rig 33')                                  | Wembley Stadium                                   | 83 179                                            |
| 2023-2024   | Manchester Utd                                    | Manchester City                                   | 2 - 1                                             | Garnacho (30') Mainoo (39')                                                 | Doku (87')                                           | Wembley Stadium                                   | 84 814                                            |
| 2024-2025   | Crystal Palace                                    | Manchester City                                   | 1 - 0                                             | Eze (16')                                                                   | -                                                    | Wembley Stadium                                   |                                                   |

## Vittorie per squadra
| Squadra           | Titoli | Anni |
| ----------------- | ------ | --- |
| Arsenal           | 14     | 1929-1930, 1935-1936, 1949-1950, 1970-1971, 1978-1979, 1992-1993, 1997-1998, 2001-2002, 2002-2003, 2004-2005, 2013-2014, 2014-2015, 2016-2017, 2019-2020 |
| Manchester Utd    | 13     | 1908-1909, 1947-1948, 1962-1963, 1976-1977, 1982-1983, 1984-1985, 1989-1990, 1993-1994, 1995-1996, 1998-1999, 2003-2004, 2015-2016, 2023-2024            |
| Tottenham         | 8      | 1900-1901, 1920-1921, 1960-1961, 1961-1962, 1966-1967, 1980-1981, 1981-1982, 1990-1991                                                                   |
| Chelsea           | 8      | 1969-1970, 1996-1997, 1999-2000, 2006-2007, 2008-2009, 2009-2010, 2011-2012, 2017-2018                                                                   |
| Liverpool         | 8      | 1964-1965, 1973-1974, 1985-1986, 1988-1989, 1991-1992, 2000-2001, 2005-2006, 2021-2022                                                                   |
| Aston Villa       | 7      | 1886-1887, 1894-1895, 1896-1897, 1904-1905, 1912-1913, 1919-1920, 1956-1957                                                                              |
| Manchester City   | 7      | 1903-1904, 1933-1934, 1955-1956, 1968-1969, 2010-2011, 2018-2019, 2022-2023                                                                              |
| Blackburn Rovers  | 6      | 1883-1884, 1884-1885, 1885-1886, 1889-1890, 1890-1891, 1927-1928                                                                                         |
| Newcastle Utd     | 6      | 1909-1910, 1923-1924, 1931-1932, 1950-1951, 1951-1952, 1954-1955                                                                                         |
| Wanderers         | 5      | 1871-1872, 1872-1873, 1875-1876, 1876-1877, 1877-1878 |
| West Bromwich     | 5      | 1887-1888, 1891-1892, 1930-1931, 1953-1954, 1967-1968 |
| Everton           | 5      | 1905-1906, 1932-1933, 1965-1966, 1983-1984, 1994-1995 |
| Sheffield Utd     | 4      | 1898-1899, 1901-1902, 1914-1915, 1924-1925 |
| Bolton            | 4      | 1922-1923, 1925-1926, 1928-1929, 1957-1958 |
| Wolverhampton     | 4      | 1892-1893, 1907-1908, 1948-1949, 1959-1960 |
| Sheffield Weds    | 3      | 1895-1896, 1906-1907, 1934-1935 |
| West Ham Utd      | 3      | 1963-1964, 1974-1975, 1979-1980 |
| Old Etonians      | 2      | 1878-1879, 1881-1882 |
| Bury              | 2      | 1899-1900, 1902-1903 |
| Preston N.E.      | 2      | 1887-1888, 1937-1938 |
| Nottingham Forest | 2      | 1897-1898, 1958-1959 |
| Sunderland        | 2      | 1936-1937, 1972-1973 |
| Portsmouth        | 2      | 1938-1939, 2007-2008 |
| Oxford University | 1      | 1873-1874 |
| Royal Engineers   | 1      | 1874-1875 |
| Clapham Rovers    | 1      | 1879-1880 |
| Old Carthusians   | 1      | 1880-1881 |
| Blackburn Olympic | 1      | 1882-1883 |
| Notts County      | 1      | 1893-1894 |
| Bradford City     | 1      | 1910-1911 |
| Barnsley          | 1      | 1911-1912 |
| Burnley           | 1      | 1913-1914 |
| Huddersfield Town | 1      | 1921-1922 |
| Cardiff City      | 1      | 1926-1927 |
| Derby County      | 1      | 1945-1946 |
| Charlton          | 1      | 1946-1947 |
| Blackpool         | 1      | 1952-1953 |
| Leeds Utd         | 1      | 1971-1972 |
| Southampton       | 1      | 1975-1976 |
| Ipswich Town      | 1      | 1977-1978 |
| Coventry City     | 1      | 1986-1987 |
| Wimbledon FC      | 1      | 1987-1988 |
| Wigan             | 1      | 2012-2013 |
| Leicester City    | 1      | 2020-2021 |
| Crystal Palace    | 1      | 2024-2025 |

## Vittorie per città
| Titoli              | Squadre vincenti | |
| ------------------- | ---------------- | --- |
| Londra              | 43               | Arsenal (14), Chelsea (8), Tottenham (8), Wanderers (5), West Ham Utd (3), Royal Engineers (1), Clapham Rovers (1), Charlton (1), Wimbledon FC (1), Crystal Palace (1) |
| Manchester          | 20               | Manchester Utd (13), Manchester City (7) |
| Liverpool           | 12               | Liverpool (7), Everton (5) |
| Birmingham          | 7                | Aston Villa (7) |
| Sheffield           | 7                | Sheffield Utd (4), Sheffield Weds (3) |
| Blackburn           | 7                | Blackburn Rovers (6), Blackburn Olympic (1) |
| Newcastle upon Tyne | 6                | Newcastle Utd (6) |
| West Bromwich       | 5                | West Bromwich (5) |
| Wolverhampton       | 4                | Wolverhampton (4) |
| Bolton              | 4                | Bolton (4) |
| Nottingham          | 3                | Nottingham Forest (2), Notts County (1) |
| Eton                | 2                | Old Etonians (2) |
| Preston             | 2                | Preston N.E. (2) |
| Bury                | 2                | Bury (2) |
| Sunderland          | 2                | Sunderland (2) |
| Portsmouth          | 2                | Portsmouth (2) |
| Oxford              | 1                | Oxford University (1) |
| Godalming           | 1                | Old Carthusians (1) |
| Bradford            | 1                | Bradford City (1) |
| Barnsley            | 1                | Barnsley (1) |
| Burnley             | 1                | Burnley (1) |
| Huddersfield        | 1                | Huddersfield Town (1) |
| Cardiff             | 1                | Cardiff City (1) |
| Derby               | 1                | Derby County (1) |
| Blackpool           | 1                | Blackpool (1) |
| Leeds               | 1                | Leeds Utd (1) |
| Southampton         | 1                | Southampton (1) |
| Ipswich             | 1                | Ipswich Town (1) |
| Coventry            | 1                | Coventry City (1) |
| Wigan               | 1                | Wigan (1) |
| Leicester           | 1                | Leicester City (1) |

## FA Cup per regioni
| Regioni              | Titoli | Squadre vincenti |
| Nord Ovest           | 48     | Manchester Utd (13), Liverpool (7), Manchester City (7), Blackburn Rovers (6), Everton (5), Bolton (4), Bury (2), Blackburn Olympic (1), Blackpool (1), Burnley (1), Wigan (1) |
| Greater London       | 43     | Arsenal (14), Chelsea (8), Tottenham (8), Wanderers (5), West Ham Utd (3), Royal Engineers (1), Clapham Rovers (1), Charlton (1), Wimbledon FC (1), Crystal Palace (1)         |
| Midlands Occidentali | 17     | Aston Villa (7), West Bromwich (5) Wolverhampton (4), Coventry City (1) |
| Yorkshire e Humber   | 11     | Sheffield Utd (4), Sheffield Weds (3), Barnsley (1), Bradford City (1), Leeds Utd (1), Huddersfield Town (1)                                                                   |
| Nord Est             | 8      | Newcastle Utd (6), Sunderland (2) |
| Sud Est              | 7      | Portsmouth (2), Old Etonians (2), Southampton (1), Oxford University (1), Old Carthusians (1)                                                                                  |
| Midlands Orientali   | 5      | Nottingham Forest (2), Notts County (1), Derby County (1), Leicester City (1)                                                                                                  |
| Est dell'Inghilterra | 1      | Ipswich Town (1) |
| Galles               | 1      | Cardiff City (1) |